# ブリーダーズカップ・クラシック
ブリーダーズカップ・クラシック（Breeders' Cup Classic）は、1984年に創設されたアメリカ合衆国競馬の祭典であるブリーダーズカップ・ワールド・サラブレッド・チャンピオンシップで行われる、3歳以上のダート10ハロン(≒2,012m)のメイン競走である。
毎年10月下旬から11月上旬に行われるアメリカ競馬のダート中距離路線の1年を締め括る最高峰の競走であり、その年のアメリカのダート最強馬決定戦に位置付けられている。また世界の競馬主要国の中で、ダート競馬をメインとして行っている国はアメリカのみであり、事実上この競走は世界のダートチャンピオン決定戦であり、同時に世界最高峰のレースの一つであり、北米地域における最高賞金レースでもある。

## 歴史
- 1984年 創設。
- 1993年 フランス調教馬のArcangues（アルカング）が欧州馬として初優勝
- 1999年 ワールドシリーズ・レーシング・チャンピオンシップに参加
- 2001年 Tiznow（ティズナウ）が史上初の連覇
- 2004年 Ghostzapper（ゴーストザッパー）が1分59秒02のレースレコードを記録（ローンスターパーク競馬場）
- 2007年 George Washington（ジョージワシントン）が競走中止、予後不良となる
- 2008年 オールウェザーコースで行われる
- 2009年
  - オールウェザーコースで行われる
  - Zenyatta（ゼニヤッタ）が牝馬として初優勝
- 2010年 デビューからの20連勝がかかったZenyatta（ゼニヤッタ）が初めて敗れ、デビューからの連勝が19で止まる
- 2015年 三冠馬American Pharoah（アメリカンファラオ）が優勝、史上初のグランドスラムを達成
- 2022年 Flightline（フライトライン）がレース史上最低単勝オッズ、最大着差で優勝

## 開催競馬場
| 回数   | 開催競馬場                   | 施行距離  |
| ------ | ---------------------------- | --------- |
| 第1回  | ハリウッドパーク競馬場       | ダート10f |
| 第2回  | アケダクト競馬場             | ダート10f |
| 第3回  | サンタアニタパーク競馬場     | ダート10f |
| 第4回  | ハリウッドパーク競馬場       | ダート10f |
| 第5回  | チャーチルダウンズ競馬場     | ダート10f |
| 第6回  | ガルフストリームパーク競馬場 | ダート10f |
| 第7回  | ベルモントパーク競馬場       | ダート10f |
| 第8回  | チャーチルダウンズ競馬場     | ダート10f |
| 第9回  | ガルフストリームパーク競馬場 | ダート10f |
| 第10回 | サンタアニタパーク競馬場     | ダート10f |
| 第11回 | チャーチルダウンズ競馬場     | ダート10f |
| 第12回 | ベルモントパーク競馬場       | ダート10f |
| 第13回 | ウッドバイン競馬場           | ダート10f |
| 第14回 | ハリウッドパーク競馬場       | ダート10f |
| 第15回 | チャーチルダウンズ競馬場     | ダート10f |
| 第16回 | ガルフストリームパーク競馬場 | ダート10f |
| 第17回 | チャーチルダウンズ競馬場     | ダート10f |
| 第18回 | ベルモントパーク競馬場       | ダート10f |
| 第19回 | アーリントンパーク競馬場     | ダート10f |
| 第20回 | サンタアニタパーク競馬場     | ダート10f |
| 第21回 | ローンスターパーク競馬場     | ダート10f |
| 第22回 | ベルモントパーク競馬場       | ダート10f |
| 第23回 | チャーチルダウンズ競馬場     | ダート10f |
| 第24回 | モンマスパーク競馬場         | ダート10f |
| 第25回 | サンタアニタパーク競馬場     | AW10f     |
| 第26回 | サンタアニタパーク競馬場     | AW10f     |
| 第27回 | チャーチルダウンズ競馬場     | ダート10f |
| 第28回 | チャーチルダウンズ競馬場     | ダート10f |
| 第29回 | サンタアニタパーク競馬場     | ダート10f |
| 第30回 | サンタアニタパーク競馬場     | ダート10f |
| 第31回 | サンタアニタパーク競馬場     | ダート10f |
| 第32回 | キーンランド競馬場           | ダート10f |
| 第33回 | サンタアニタパーク競馬場     | ダート10f |
| 第34回 | デルマー競馬場               | ダート10f |
| 第35回 | チャーチルダウンズ競馬場     | ダート10f |
| 第36回 | サンタアニタパーク競馬場     | ダート10f |
| 第37回 | キーンランド競馬場           | ダート10f |
| 第38回 | デルマー競馬場               | ダート10f |
| 第39回 | キーンランド競馬場           | ダート10f |
| 第40回 | サンタアニタパーク競馬場     | ダート10f |
| 第41回 | デルマー競馬場               | ダート10f |
| 第42回 | デルマー競馬場               | ダート10f |

## 歴代優勝馬
| 回数   | 施行日         | 調教国・優勝馬     | 日本語読み                 | 性齢 | タイム   | 優勝騎手           | 管理調教師         |
| ------ | -------------- | ------------------ | -------------------------- | ---- | -------- | ------------------ | ------------------ |
| 第1回  | 1984年11月10日 | Wild Again         | ワイルドアゲイン           | 牡4  | 2:03 2/5 | P.デイ             | V.ティンフォニー   |
| 第2回  | 1985年11月2日  | Proud Truth        | プラウドトゥルース         | 牡3  | 2:00 4/5 | J.ヴェラスケス     | J.ヴェイチ         |
| 第3回  | 1986年11月1日  | Skywalker          | スカイウォーカー           | 牡4  | 2:00 2/5 | L.ピンカイ Jr.     | M.ウィッティンガム |
| 第4回  | 1987年11月21日 | Ferdinand          | ファーディナンド           | 牡4  | 2:01 2/5 | W.シューメイカー   | C.ウィッティンガム |
| 第5回  | 1988年11月5日  | Alysheba           | アリシーバ                 | 牡4  | 2:04 4/5 | C.マッキャロン     | J.ヴァン・バーグ   |
| 第6回  | 1989年11月4日  | Sunday Silence     | サンデーサイレンス         | 牡3  | 2:00 1/5 | C.マッキャロン     | C.ウィッティンガム |
| 第7回  | 1990年10月27日 | Unbridled          | アンブライドルド           | 牡3  | 2:02 1/5 | P.デイ             | C.ナフツガー       |
| 第8回  | 1991年11月2日  | Black Tie Affair   | ブラックタイアフェアー     | 牡5  | 2:02.95  | J.ベイリー         | N.プーロス         |
| 第9回  | 1992年10月31日 | A.P. Indy          | エーピーインディ           | 牡3  | 2:00.20  | E.デラフーセイ     | N.ドライスデール   |
| 第10回 | 1993年11月6日  | Arcangues          | アルカング                 | 牡5  | 2:00.83  | J.ベイリー         | A.ファーブル       |
| 第11回 | 1994年11月5日  | Concern            | コンサーン                 | 牡3  | 2:02.41  | J.ベイリー         | R.スモール         |
| 第12回 | 1995年10月28日 | Cigar              | シガー                     | 牡5  | 1:59.58  | J.ベイリー         | W.モット           |
| 第13回 | 1996年10月26日 | Alphabet Soup      | アルファベットスープ       | 牡5  | 2:01.00  | C.マッキャロン     | D.ホフマンズ       |
| 第14回 | 1997年11月8日  | Skip Away          | スキップアウェイ           | 牡4  | 1:59.16  | M.スミス           | H.ハイン           |
| 第15回 | 1998年11月7日  | Awesome Again      | オーサムアゲイン           | 牡4  | 2:02.16  | P.デイ             | P.バーン           |
| 第16回 | 1999年11月6日  | Cat Thief          | キャットシーフ             | 牡3  | 1:59.52  | P.デイ             | D.ルーカス         |
| 第17回 | 2000年11月4日  | Tiznow             | ティズナウ                 | 牡3  | 2:00.75  | C.マッキャロン     | J.ロビンス         |
| 第18回 | 2001年10月27日 | Tiznow             | ティズナウ                 | 牡4  | 2:00.62  | C.マッキャロン     | J.ロビンス         |
| 第19回 | 2002年10月26日 | Volponi            | ヴォルポニ                 | 牡4  | 2:01.39  | J.サントス         | P.ジョンソン       |
| 第20回 | 2003年10月25日 | Pleasantly Perfect | プレザントリーパーフェクト | 牡5  | 1:59.88  | A.ソリス           | R.マンデラ         |
| 第21回 | 2004年10月30日 | Ghostzapper        | ゴーストザッパー           | 牡4  | 1:59.02  | J.カステラーノ     | R.フランケル       |
| 第22回 | 2005年10月29日 | Saint Liam         | セイントリアム             | 牡5  | 2:01.49  | J.ベイリー         | R.ダトロー Jr.     |
| 第23回 | 2006年11月4日  | Invasor            | インヴァソール             | 牡4  | 2:02.18  | F.ハラ             | K.マクローリン     |
| 第24回 | 2007年10月27日 | Curlin             | カーリン                   | 牡3  | 2:00.59  | R.アルバラード     | S.アスムッセン     |
| 第25回 | 2008年10月25日 | Raven's Pass       | レイヴンズパス             | 牡3  | 1:59.27  | L.デットーリ       | J.ゴスデン         |
| 第26回 | 2009年11月7日  | Zenyatta           | ゼニヤッタ                 | 牝5  | 2:00.62  | M.スミス           | J.シレフス         |
| 第27回 | 2010年11月6日  | Blame              | ブレイム                   | 牡4  | 2:02.08  | G.ゴメス           | A.ストール         |
| 第28回 | 2011年11月5日  | Drosselmeyer       | ドロッセルマイヤー         | 牡4  | 2:04.27  | M.スミス           | W.モット           |
| 第29回 | 2012年11月3日  | Fort Larned        | フォートラーンド           | 牡4  | 2:00.11  | B.ヘルナンデス Jr. | I.ウィルクス       |
| 第30回 | 2013年11月2日  | Mucho Macho Man    | ムーチョマッチョマン       | 牡5  | 2:00.72  | G.スティーブンス   | K.リトヴォ         |
| 第31回 | 2014年11月1日  | Bayern             | バイエルン                 | 牡3  | 1:59.88  | M.ガルシア         | B.バファート       |
| 第32回 | 2015年10月31日 | American Pharoah   | アメリカンファラオ         | 牡3  | 2:00.07  | V.エスピノーザ     | B.バファート       |
| 第33回 | 2016年11月5日  | Arrogate           | アロゲート                 | 牡3  | 2:00.11  | M.スミス           | B.バファート       |
| 第34回 | 2017年11月4日  | Gun Runner         | ガンランナー               | 牡4  | 2:01.29  | F.ジェルー         | S.アスムッセン     |
| 第35回 | 2018年11月3日  | Accelerate         | アクセラレート             | 牡5  | 2:02.93  | J.ロサリオ         | J.サドラー         |
| 第36回 | 2019年11月2日  | Vino Rosso         | ヴィーノロッソ             | 牡4  | 2:02.80  | I.オルティス Jr.   | T.プレッチャー     |
| 第37回 | 2020年11月7日  | Authentic          | オーセンティック           | 牡3  | 1:59.60  | J.ヴェラスケス     | B.バファート       |
| 第38回 | 2021年11月6日  | Knicks Go          | ニックスゴー               | 牡5  | 1:59.57  | J.ロサリオ         | B.コックス         |
| 第39回 | 2022年11月5日  | Flightline         | フライトライン             | 牡4  | 2:00.05  | F.プラ             | J.サドラー         |
| 第40回 | 2023年11月4日  | White Abarrio      | ホワイトアバリオ           | 牡4  | 2:02.87  | I.オルティス Jr.   | R.ダトロー Jr.     |
| 第41回 | 2024年11月2日  | Sierra Leone       | シエラレオーネ             | 牡3  | 2:00.78  | F.プラ             | C.ブラウン         |